# Bolivias damlandslag i volleyboll
Bolivias damlandslag i volleyboll representerar Bolivia i volleyboll på damsidan.  Laget har deltagit  sydamerikanska mästerskapet och sydamerikanska spelen flera gånger.

### Fotnoter
1. 1 2 3 4 5 6 7  ”Ranking de todas las Competencias de Voleibol de Playa de la CSV” (på spanska). Confederación Sudamericana de Voleibol. http://www.voleysur.org/v2/resultados/rankingpiso.asp?c=MayoresFemenino. Läst 23 februari 2023.
2. ↑  ”Equipos - Femenino - Vóleibol  -  XII Juegos Suramericanos Asunción 2022” (på spanska). ODESUR. https://www.asu2022.org.py/torneo/esquema/1/torneo/1197. Läst 10 maj 2023.
3. ↑  Senaste tillfället då någon kontrollerade att de inmatade tabelluppgifterna stämmer. Uppgifter kan ha matats in senare utan att kontrolleras av någon annan